# Milano-Vignola 1992
La Milano-Vignola 1992, quarantesima edizione della corsa, si svolse il 26 luglio 1992 per un percorso totale di 201 km, con partenza da Rio Saliceto ed arrivo a Vignola. La vittoria fu appannaggio del kazako Andrej Teterjuk, il quale completò il percorso in 4h44'00", alla media di 42,679 km/h, precedendo gli italiani Mario Manzoni e Roberto Pelliconi.

## Ordine d'arrivo (Top 10)
| Pos. | Corridore          | Squadra       | Tempo    |
| ---- | ------------------ | ------------- | -------- |
| 1    | Andrej Teterjuk    | Carrera       | 4h44'00" |
| 2    | Mario Manzoni      | Gatorade      | s.t.     |
| 3    | Roberto Pelliconi  | Mercatone Uno | s.t.     |
| 4    | Jacek Bodyk        | Lampre        | s.t.     |
| 5    | Ettore Pastorelli  | Mercatone Uno | s.t.     |
| 6    | Maurizio Molinari  | Amore & Vita  | s.t.     |
| 7    | Fabio Bordonali    | Mercatone Uno | s.t.     |
| 8    | Volodymyr Pulnikov | Carrera       | s.t.     |
| 9    | Roberto Gusmeroli  | GB-MG         | s.t.     |
| 10   | Marek Szerszynski  | Lampre        | s.t.     |